# Gmina Jodłownik
Die Gmina Jodłownik ist eine Landgemeinde im Powiat Limanowski der Woiwodschaft Kleinpolen in Polen. Ihr Sitz ist das gleichnamige Dorf.

## Gliederung
Zur Landgemeinde (gmina wiejska) Jodłownik gehören folgende Dörfer mit einem Schulzenamt:
Jodłownik
Góra Świętego Jana
Janowice
Kostrza
Krasne-Lasocice
Mstów
Pogorzany
Sadek
Słupia
Szczyrzyc
Szyk
Wilkowisko